# Tsampa
Tsampa is een meel van geroosterde gerst dat de basis van de maaltijd vormt in vooral het centrale deel van Tibet. In sommige streken wordt tsampa ook gemaakt van meel van tarwe, rijst, haver of erwten.
Tsampa wordt in droge vorm gegeten, met boter gekneed tot deeg of in de thee gedaan. Bij het gerecht pa wordt bijvoorbeeld jakboterthee (boterthee waarbij de boter van jakmelk is gemaakt) gemengd met tsampa en tot een droge deegbal gekneed. Deze wordt gebakken en opgediend met poederkaas en boter.

## Culturele betekenis
Tsampa wordt soms het nationale voedsel van Tibet genoemd. Dit is onder andere vanwege het prominente aandeel dat het inneemt in de Tibetaanse eetpatroon. Tsampa wordt vaak gezien als gemaksvoedsel omdat het gemakkelijk te bereiden is. Het wordt daarom vaak gebruikt door sherpa's, nomaden en andere reizigers. Ook is tsampa populair onder Tibetaanse sporters omdat het licht verteerbaar is.
Daarnaast is er de traditie om tsampa's in de lucht te gooien die stamt van voor de tijd van het Tibetaans boeddhisme. Het in de lucht gooien van tsampa werd gezien als een vorm van offer van voedsel aan de goden. Later kreeg dit zijn beslag in de bön toen deze religie zich steeds meer vestigde in Tibet. In de 7e eeuw werd de traditie al uitgevoerd tijdens de kroning van koningen, de benoeming van ministers en werd het gezien als teken van geluk en welvaart tijdens een huwelijksceremonie. Vanaf de 13e eeuw was het gebruik doorgedrongen tot allerlei belangrijke vieringen, zoals geboortes en nieuwjaarsviering (losar). Op het moment dat de tsampa in de lucht wordt gegooid, wordt tashi deleg (geluk) uitgeroepen.